# Kyohei Yamagata
Kyohei Yamagata (山形 恭平 Yamagata Kyohei?), född 7 september 1981 i Fukuoka prefektur, är en japansk före detta fotbollsspelare.
Yamagata började sin karriär 2000 i Sanfrecce Hiroshima. 2004 flyttade han till Avispa Fukuoka. Efter Avispa Fukuoka spelade han för V-Varen Nagasaki. Han avslutade karriären 2008.